# Chanler Rao, Criminal Expert
Chanler Rao, Criminal Expert è un cortometraggio muto del 1914 diretto da Ned Finley.

## Produzione
Il film fu prodotto dalla Vitagraph Company of America.

## Distribuzione
Distribuito dalla General Film Company, il film - un cortometraggio in una bobina - uscì nelle sale cinematografiche statunitensi il 26 marzo 1914.